# Yamamoto Kansuke
Yamamoto Kansuke (山本勘助?   1501 - 1561) fue un samurái japonés del siglo XVI y uno de los Veinticuatro Generales de Takeda Shingen, los cuales contaban con su total confianza. Kansuke también era conocido como Haruyuki (晴幸?). Fue un brillante estratega y es reconocido por su plan que llevó a la victoria al clan Takeda en la Cuarta Batalla de Kawanakajima en contra del ejército de Uesugi Kenshin.

## Biografía
Los orígenes de Kansuke no están del todo claros, las versiones más conocidas aseguran que era originario de Ushikubo, un poblado en la Provincia de Mikawa, el cual estaba gobernado por el clan Imagawa. A su llegada a Kai en 1543 comenzó a servir a Takeda Shingen, ocupando la comandancia de un grupo de infantería del tipo ashigaru. Algunas leyendas aseguran que Kansuke estaba ciego de un ojo y cojeaba de la pierna izquierda, pero eso no fue decisivo al momento de pelear. En diversos trabajos artísticos, generalmente es representado sosteniendo un naginata como bastón para su pierna.
Kansuke lideró el movimiento de “pinzas” en la Cuarta Batalla de Kawanakajima pero como pensó que su estrategia había fallado, arremetió contra la base enemiga y fue muerto en batalla junto con dos de sus sirvientes, Osaragi Shōzaemon e Isahaya Sagorō. ).
Kansuke fue ancestro de Yamamoto Yaeko, una famosa mujer guerrera del bakumatsu.
El Heihō Ōgisho (兵法奥義書?), un tratado en estrategia y tácticas de guerra atribuidas a Kansuke, está incluida en las crónicas del clan Takeda conocido como Kōyō Gunkan.